# Retorika
Retórika ali govórništvo je veda, ki se ukvarja s pravilnim govorjenjem, izbranim besedjem, pravilno artikulacijo, suverenim in uglajenim nastopom, prezentnim obnašanjem, obvladovanjem mimike in gestikulacije ter sposobnostjo z zapisovanjem govorjenega teksta ter njegove izvedbe pred posameznikom, skupino ljudi, mikrofonom ali kamero. Okusno, izbrano in spretno govorjenje ter obnašanje, oblikovanje misli, povezovanje, dramatičnost, spretni zasuki, obvadovanje govorne igre, vpletanje metafor, upoštevanje ritma, tempa pripovedovanja krasi z delovanjem s celostno podobo - sebe - govornika.
Pri starih Grkih je bilo pisanje političnih govorov ustvarjanje literature in le tisti, ki so sestavili svež, udaren, nekonvencionalen in domiseln govor, nagovor, zdavljico, predavanje, pozdravni govor so lahko še bolj uspešno nastopali. Govorec ima samo dve možnosti: ali mu gledalec oz. poslušalec verjame ali pa ne.
V ospredju govorcev je:
- boj za pozornost poslušalcev,
- javno nastopanje in uspešno komuniciranje,
- govorno nastopanje posameznikov pred skupino poslušalcev.

V vlogah govorcev se prej ali slej znajdemo vsi. Retorika je edina vrsta umetnosti, ki se je da naučiti. Vsakdo lahko z učenjem postane dober govorec.

## Govorništvo v antični Grčiji
Za začetnika govorništva v antični Grčiji smatrajo Koraksa iz Sirakuz v 5. stoletju pr. n. št., kjer je z vzpostavitvijo demokracije nastopilo veliko problemov z vračanjem in dodeljevanjem konfiscirane zemlje ter druge lastnine. Prišlo je do številnih javnih razprav in dokazovanj o upravičenosti do lastnine. Govore, ki so se v razpravah pojavljali, je Koraks analiziral in razdelil v pet delov: proemij, naracija, dokazi, pomožne pripombe in peroracija z obliko splošne verjetnosti ειχδς, ki je lahko delovala v obe smeri - pro et contra.
Govorništvo so naprej razvijali Tisija, Protagora, Gorgija, Izokrat in Antifon, ki je bil mojster λογογραφος - za povezovanje teorije govorništva s prakso v sestavljanju tetralogij v obliki shem in obrazcev za sodne govore, katere je prodajal laičnim ljudem. Pravi nastanek vede govorništva kot izdelanega sistema pa lahko označimo s pojavom Aristotelovega Retorikom, ki je nastal med letoma 330 in 322 pr. n. št. Uporabil je zapise svojih predhodnikov: Andokid, Antifon, Lisija, Izokrat, Isej, Demosten, Eshin, Hiperid, Likurg in Dinarh. Njegovo delo je predstavljalo nekakšen kanon - vzor te veščine v grškem svetu. Za Aristotela je govorništvo popularna veja logike, veščina javnega dokazovanja ter prepričevanja. Govorništvo je delil na korektivno, instruktivno, sugestivno in defenzivno, pri tem pa je pozabil na emocionalne vplive, ponos, zgražanje, sočutje, veselje in druga duševna stanja, ki z logiko nimajo veze, vendar lahko močno vplivajo na občinstvo in razsodnost. Po Grkih so govorništvo naprej gojili in razvijali Rimljani.

## Govorništvo v Sloveniji
Slovenija leži geografsko na takem področju, da je že v davnini imela veliko stikov z zelo razvito kulturo govorništva, vendar je v slovenskem jeziku o tem le malo zapisanega. Nedvomno so tu živeli tudi dobri govorniki in so obstajale tudi šole govorništva. Znano je, da so imeli Karantanski knezi ob svojem ustoličevanju slavnostne govore, ob reševanju medsebojnih sporov pa sodne govore. Pri teh govorih sta bila važna tudi obred in oprema, sesti je moral na vojvodski prestol, za politični govor na zgornji sedež in za sodni govor na spodnji sedež.
S pokristjanjenjem je duhovščina prinesla k nam novo tehnologijo pisave in svojsko obliko govorništva - pridigovanje, ki se je ohranilo do današnjih dni. Med duhovniki pridigarji je zlasti pomemben znameniti govornik kapucin Janez Svetokriški (1647 - 1714), po očetu imenovan tudi Tobija Lionelli. Rojen je bil v Sv. Križu na Vipavskem materi Slovenki. Že zgodaj se je odločil, da postane duhovnik. Leta 1670 je bil posvečen v diakona-kapucina v Gradcu, nato pa je pridigal v veliko krajih; v Trstu (1679), Križu na Vipavskem (1682), Ljubljani (1684), Novem mestu (1688) in Gorici (1693). Po navodilih Tridentskega koncila je na vsako nedeljo ali praznik pridigal vernikom in svojo pridigarsko službo cenil kot najplemenitejše opravilo. Svoje pridige je zapisal v pet debelih zvezkov pod naslovom Sacrum promptuarium ali Sveti priročnik na 2896 straneh (primer-1). Prva dva zvezka sta izšla v Benetkah leta 1691, ostali pa v Ljubljani; tretji 1698., četrti 1700., peti pa 1707. leta. Njegove pridige so dobro razčlenjene, sestavljajo jih: glavna tema, uvod, jedro in sklep. Vsebinsko se prepletajo verski nauk, vsakdanje življenje in številne starejše zgodbe. V jeziku in pravopisu se je naslanjal na tradicijo protestantov in odpravil mnogo germanizmov. Bil je umetnik govorjene in pisane besede, vedno je govoril z vedrino in krščanskim veseljem. Ustvaril je prave bisere slovenske proze. Mnogi pridigarji in govorniki so se vzgledovali pri njem.
Dober govornik in tudi učitelj govorništva mlajših duhovnikov je bil Anton Martin Slomšek, ki je napisal tudi odličen učbenik retorike za duhovnike. Mnogi kasnejši slovenski govorci so se pri njem učili in vzgledovali. Dobri govorniki so morali biti tudi kosezi - svobodnjaki, ki so se morali nenehoma boriti za svoje svoboščine in posest.
Prvi zapisan in izšolan učitelj slovenskega govorništva je šele Blaž Kumerdej, ki je na Dunaju končal šolanje prava in je bil leta 1773 imenovan za ravnatelja Ljubljanske normalke (Gimnazije) ter se je trudil uvesti govorništvo v redni pouk te šole. Kljub raznim oviram je od tedaj v Sloveniji pouk govorništva prisoten, čeprav je bil večkrat tudi politično nezaželen, še zlasti v času Kardelja. Prav v njegovem času je na Pravni fakulteti v Ljubljani umrl sicer dober profesor retorike F. Vatovec, po njegovi smrti pa ta fakulteta kar deset let ni imela nobenega predavatelja retorike.

## Šole govorništva pri Slovencih
Najstarejše šole govorništva pri Slovencih so nastale med duhovščino. Verjetno so se prav pri tej nekaj naučili tudi posvetni voditelji, knezi in vojvode. Že Karantanski knezi so znali dobro voditi slavnostni govor pri svojem ustoličevanju, to je bil politični govor ali govor o bodočnosti po staroslovenskem božanstvu - Jav, govor za jav-nost. Kadar pa je knez imel sojenje, je sedel na drugem kamnitem stolu in imel sodni govor - ali govor o preteklosti, po starem slovenskem božanstvu - Prav, govor za prav-nost ali pravičnost, kadar se je poslavljal od mrtvih pa je imel poslovilni govor, namenjen božanstu Nav pred odhodom na navje(pokopališče). To so bili trije osnovni tipi govorov že pri starih Slovencih. Ti govori so ohranjeni še danes in se bodo nadaljevali in razvijali naprej.
Visoko šolstvo je razvilo posebno obliko govora: filozofsko govorništvo, ki stvari in fenomene razlaga in pojasnjuje. Gledališča so že zelo zgodaj razvila posebno obliko govorništva, ki se imenuje umetniško govorništvo in je v Sloveniji zelo napredovalo v zadnjih 200 letih. V 20. stoletju se je z burnim razvojem tehnike pojavil radio in z njim govorništvo na radiu, sledil je razvoj televizije in razvoj govorništva na televiziji. Pomembna sta tudi razvoj filma in razvoj govorništva na filmu. Danes se govorništvo širi skupaj z razvojem večpredstavnostne tehnike. Vsaka tehnika zahteva nove pristope govornikov pri podajanju govorjene vsebine, danes se besedi vedno bolj dodaja slika. Javne šole v Sloveniji zelo zaostajajo za potrebami prakse v vseh institucijah, ki vsak dan poklicno uporabljajo govorništvo.

## Pouk v sodobnih šolah govorništva na Slovenskem
Pouk govorništva v Sloveniji poteka v glavnem v obliki tečajev 40 ali 60 učnih ur, organizirajo pa ga zasebne šole. Program pouka obsega dajanje točnih in jasnih navodil, kako nastopiti pred večjim ali manjšim številom poslušalcev, kako voditi poslovne pogovore, dialog, diskusije in debate ter dosegati sožitje med nasprotnimi pogledi. Učence poučujejo, kaj so:
- kreativno pisanje: seznanjajo jih z umetnostjo sestavljanja različnih zvrsti besedil, kot so uradno pismo, pozdravni govor, poslovilni govor, zdravljica, zabavljica v verzih, poročilo, članek, iskanje stereotipov, iskanje individualnega sloga;
- lektoriranje in urejanje svojih besedil: besedila je potrebno včasih razširiti, včasih zgostiti, da doseže zahtevan obseg, včasih pa oklestiti, skrajšati, požlahtniti, dodati metafore, vendar ne delati škode slovenščini. Vsakdo lahko svoje besedilo še izboljša in mu doda kakšno novo kvaliteto;
- tehnika diha in govora: za dobro oblikovanje glasu so potrebne govorne vaje, vaje za hitro in natančno govorjenje, izgovorjava težkih besednih zvez, poslušanje melodije stavka, fraziranje in niansiranje govora, dihalne vaje in pravilno dihanje, govorjenje s pomočjo prepone, kar omogoči povzdignjenje glasa;
- obnašanje pred mikrofonom in kamero: poznavanje tehničnih pripomočkov lahko govorcu izboljša predstavo, nepoznavanje pa ga lahko tudi osmeši. Govorci se učijo, kako se opravi intervju in kako se obnašati, kadar si sam intervjuvan, kako se organizira okrogla miza, kako se obnašati v TV-studiju in kako gledati in analizirati svoje nastope na testnih posnetkih;
- ogledovanje in poslušanje posnetkov znanih govorcev in odličnih govorov, voditeljev, politikov, veljakov, besednih dvobojev, sodnih govorov, prizorov iz igranih filmov, monologov gledaliških igralcev: govore učenci (govorci) skupaj z učitelji analizirajo in tako popravijo tudi svoje nastope;
- logopedski pregled: učencem ga omogočijo nekatere šole govorništva, kadar imajo ti razne govorne težave. Strokovnjak logoped za vsakega posameznika predpiše posebne vaje, s katerimi govorno napako ublaži ali celo odpravi.

## Slavni govorniki
- Demosten
- Sokrat
- Cicero
- Julij Cezar
- Winston Churchill
- Fidel Castro
- Martin Luther King
- Primož Trubar
- Adolf Hitler

## Izrazi in pojmi povezani z govorništvom
Od antike do danes se je razvilo v raznih šolah govorništva veliko strokovnih izrazov. Takšni so npr.:
- alegorija, aliteracija, aluzija, anadiploza, anafibologija, anafora, anastrofa, antifraza, antistrofa, antiteza, apostrofa, antiklimaks, asonanca,
- debata, diafora, dializa, disfemizem,
- epifora, epistrofa, evfemizem,
- fraza,
- hiperbola,
- inverzija, inventiva, ironija, iteracija,
- komparacija,
- metafora, metonimija,
- niansa,
- onomatopeja,
- paronomija, paronomazija, perifraza, personifikacija, pleonazem, poliptota, pretericija,
- riteracija, recitacija, repeticija,
- silepsa, similituda, sinkopa, sinestezija, suspenzija ...

## Govorne oblike, katere uporabljajo govorci
Vešči govorci uporabljajo prilikah primerne oblike govora, kot so:
- analogija, animacija,
- dodajanje,
- insistiranje,
- konstrukcija,
- naštevanje,
- opozicija,
- smešenje (posmeh), substitucija ...

## Knjižna dela o govorništvu napisana v slovenščini
- Ahačič, Kozma; monografija- Zgodovina misli o jeziku in književnosti na Slovenskem- protestantizem izšla leta 2007,
- Apthonius, Aelius Festus; knjiga- Progymnasmata- retorične vaje/ priprave na javni nastop izšla leta 2008,
- Barthes, Roland; monografija- Retorika Starih- Elementi semiologije izšla leta 1990,
- Belhar, Klemen; priročnik- Nastop na televiziji izšel leta 2004,
- Berry, Cicely; priročnik- Igralec in glas izšel leta 1998,
- Bertoncelj, Ivan; priročnik- Predavanje in govorništvo izšel leta 1980,
- Booth, Wayne C. ; knjiga- Retorika pripovedne umetnosti izšla leta 2005,
- Bowman, Daria Price; priročnik- Prezentacije izšel leta 2000,
- Bradeško, Marjan; priročnik- Povejte z veseljem - priročnik za odličen govorniški nastop izšel leta 2010,
- Carnegie, Dale; priročnik- Kako se naučiš javno nastopati in govoriti izšel leta 1985 in 2004,
- Casson, Herbert Newton; priročnik- Umetnost govora izšel leta 2005 in 2007,
- Grabnar, Boris; knjiga- Retorika za vsakogar izšla leta 1991,
- Grabnar, Boris; knjiga- Retorika za menedžerje izšla leta 1992,
- Grabnar, Boris; knjiga- Zgodovina retorike izšla leta 2005,
- Dolgan, Milan; knjiga- Govorno ustvarjanje izšla leta 1996,
- Kovačev, Asja Nina; monografija- Oblikovanje prostora in njegova simbolika izšla leta 2006,
- Krašovec, Jože; knjiga- Med krivdo in spravo izšla leta 2000,
- Langus, Jože; priročnik- Praktični govornik izšel leta 1935,
- Mahnič, Mirko; knjiga- Živa slovenščina izšla leta 1959,
- Marc, Darinka Torkar - Papež, Katarina; priročnik- Kultura govorjene in zapisane besede ali Retorika za današnjo rabo izšel leta 2006
- Mirjanić, Anita; priročnik- Tečaj retorike izšel leta 2006
- Smolej, Tone - Hriberšek, Matej; priročnik- Retorične figure izšel leta 2006,
- Šedivy, Vladimir; priročnik; Govori in pisma z lepo mislijo - kako uspešno govorimo izšel leta 2000,
- Škarić, Ivo; priročnik- V iskanju izgubljenega govora izšel leta 2005,
- Šumič - Riha, Jelica; knjiga- Avtoriteta in argumentacija izšla leta 1995,
- Vatovec, Fran; knjiga- Retorika ali govorništvo in javno nastopanje izšla leta 1968,
- Vatovec, Fran; knjiga- Javno govorništvo izšla leta 1984,
- Vatovec, Fran; učbenik- Retorika - govorništvo izšel leta 1972,
- Vodopivec, Milan - Vodpivec, Matija; monografija- Kako raziskujem, pišem, nastopam; sporočilna tehnika pisanja izšla leta 2004,
- Zidar Gale, Tatjana; knjiga- Učitelj- govornik in moderator pouka; kako do kakovostnejšega poučevanja izšla leta 2002,
- Zupančič, Nataša; priročnik- Dih in govor; mala šola diha in glasu za veliko govorno šolo izšel leta 1995,
- Zupančič, Zdravko; priročnik- Mali vedež retorike izšel leta 2007,
- Zupančič, Zdravko- Zupančič, Ana Aleksandra; priročnik- Učinkovito sporazumevanje izšel leta 2008,
- Žagar, Igor - Domanjko, Barbara; monografija- Argumentiranost kot model uspešne komunikacije izšla leta 2006,